# Амамбай (департамент)
 Тази статия е за парагвайския департамент.  За града в Бразилия вижте Амамбай.  
Амамбай (на испански: Amambay) е един от 17-те департамента на южноамериканската държава Парагвай. Намира се в източната част на страната. Площта му е 12 933 квадратни километра, а населението – 172 169 души (по изчисления за юли 2020 г.). Разделен е на три района, един от тях се казва Капитан Бадо.